# Kilian Albrecht
Kilian Albrecht (ur. 13 kwietnia 1973 w Au) – austriacki narciarz alpejski reprezentujący Austrię, a od sezonu 2006/2007 Bułgarię.

## Kariera
Po raz pierwszy na arenie międzynarodowej pojawił się w 1992 roku, startując na mistrzostwach świata juniorów w Mariborze. Wywalczył tam brązowy medal w slalomie, w gigancie był trzynasty, a w zjeździe zajął 34. miejsce.
W zawodach Pucharu Świata zadebiutował 3 grudnia 1994 roku w Tignes, gdzie nie zakwalifikował się do drugiego przejazdu w gigancie. Pierwsze pucharowe punkty wywalczył blisko rok później, 12 listopada 1995 roku w tej samej miejscowości, zajmując 21. miejsce w gigancie. Na podium zawodów tego cyklu po raz pierwszy stanął 11 grudnia 2000 roku w Sestriere, kończąc slalom na drugiej pozycji. W zawodach tych rozdzielił na podium Hansa Pettera Buraasa z Norwegii i Francuza Pierricka Bourgeata. W kolejnych startach jeszcze jeden raz stanął na podium: 20 stycznia 2002 roku w Kitzbühel ponownie był drugi w slalomie. Najlepsze wyniki w Pucharze Świata osiągnął w sezonie 2000/2001, kiedy to zajął 30. miejsce w klasyfikacji generalnej.
W 2002 roku wystartował na igrzyskach olimpijskich w Salt Lake City, gdzie zajął czwarte miejsce w slalomie. Walkę o podium przegrał tam ze swym rodakiem Benjaminem Raichem o 0,04 sekundy. Na rozgrywanych osiem lat później igrzyskach w Vancouver był dwudziesty w tej samej konkurencji. Był też między innymi trzynasty podczas mistrzostw świata w Åre w 2007 roku.

## Osiągnięcia

### Igrzyska olimpijskie
| Miejsce | Dzień     | Rok  | Miejscowość    | Konkurencja | Czas biegu | Strata | Zwycięzca           |
| ------- | --------- | ---- | -------------- | ----------- | ---------- | ------ | ------------------- |
| 11.     | 13 lutego | 2002 | Salt Lake City | Kombinacja  | 3:17,56    | +7,39  | Kjetil André Aamodt |
| 4.      | 23 lutego | 2002 | Salt Lake City | Slalom      | 1:41,06    | +1,39  | Jean-Pierre Vidal   |
| DNS1    | 23 lutego | 2010 | Vancouver      | Gigant      | 2:37,83    | -      | Carlo Janka         |
| 20.     | 27 lutego | 2010 | Vancouver      | Slalom      | 1:39,32    | +3,04  | Giuliano Razzoli    |

### Mistrzostwa świata
| Miejsce | Dzień     | Rok  | Miejscowość | Konkurencja | Czas biegu | Strata | Zwycięzca            |
| ------- | --------- | ---- | ----------- | ----------- | ---------- | ------ | -------------------- |
| DSF1    | 14 lutego | 2007 | Åre         | Gigant      | 2:19,64    | –      | Aksel Lund Svindal   |
| 13      | 17 lutego | 2007 | Åre         | Slalom      | 1:57,33    | +4,95  | Mario Matt           |
| DNF1    | 15 lutego | 2009 | Val d’Isère | Slalom      | 1:44,17    | -      | Manfred Pranger      |
| 26.     | 20 lutego | 2011 | Ga-Pa       | Slalom      | 1:41,72    | +5,92  | Jean-Baptiste Grange |

### Mistrzostwa świata juniorów
| Miejsce | Dzień     | Rok  | Miejscowość | Konkurencja | Czas biegu | Strata | Zwycięzca      |
| ------- | --------- | ---- | ----------- | ----------- | ---------- | ------ | -------------- |
| 34.     | 25 lutego | 1992 | Maribor     | Zjazd       | 1:19,48    | +1,74  | Michael Makar  |
| 13.     | 28 lutego | 1992 | Maribor     | Gigant      | 2:04,26    | +2,71  | Michel Stuffer |
| 3.      | 1 marca   | 1992 | Maribor     | Slalom      | 1:13,55    | +1,93  | Tobias Hellman |

### Puchar Świata

#### Miejsca w klasyfikacji generalnej
- sezon 1995/1996: 83.
- sezon 1996/1997: 126.
- sezon 1997/1998: 82.
- sezon 1998/1999: 89.
- sezon 1999/2000: 42.
- sezon 2000/2001: 30.
- sezon 2001/2002: 38.
- sezon 2002/2003: 46.
- sezon 2003/2004: 48.
- sezon 2004/2005: 78.
- sezon 2005/2006: 107.
- sezon 2007/2008: 113.
- sezon 2008/2009: 99.
- sezon 2009/2010: 129.

#### Miejsca na podium
1. Sestriere – 11 grudnia 2000 (slalom) – 2. miejsce
2. Kitzbühel – 20 stycznia 2002 (slalom) – 2. miejsce